# Seesaa Wiki
Seesaa Wiki（シーサーウィキ）とは、株式会社したらばが運営するレンタルウィキサービスである。
2005年に開設されて以来、運営者は度々変更されている。運営者の変遷については「#沿革」を参照。

## 沿革
- 2005年
  - 7月7日、株式会社ライブドアが「livedoor Wiki（ライブドアウィキ）」ベータ版としてサービス開始。
  - 8月11日 - 正式版としてサービス開始[1]。
- 2013年
  - 5月15日 - 同日付でLINE株式会社がシーサー株式会社に運営を譲渡し、「Seesaa Wiki」に改称[2][3]。
- 2014年1月15日 - 同日付でドメインが、livedoorからSeesaaへ変更される[4]。
- 2024年
  - 1月1日 - 同日付でシーサー株式会社が、親会社のファンコミュニケーションズ株式会社へ吸収合併されたことに伴い、運営をファンコミュニケーションズへ移管。
  - 12月1日 - 同日付でファンコミュニケーションズから、株式会社したらばへ運営を譲渡。それに伴うサービスや機能の変更は行わない[5]としている。なお同日付でSeesaaブログも株式会社したらばへ譲渡されている[6]。

## 特徴
システムは独自開発のものを使用している。Markdown記法の系統としてはPukiWikiに類似する。
開設や管理をするにはlivedoor IDの取得が必要であったが、2014年1月15日からはSeesaaアカウントでの運用に変更された。

## 類似サービス
- @wiki
- MyWiki - サービス終了